# François-Jean Lefebvre de La Barre

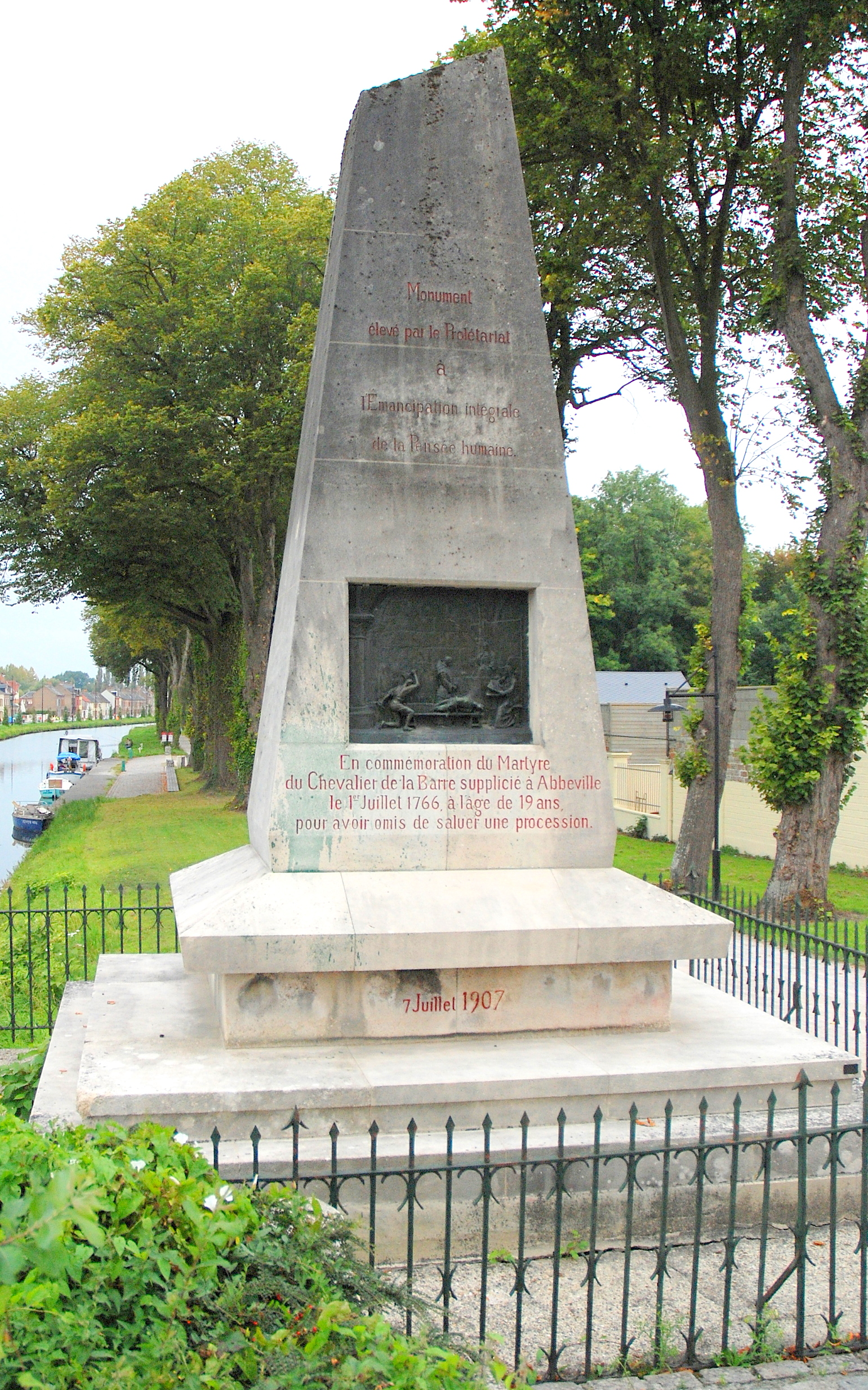
Monument te Abbeville voor François-Jean Lefebvre de La Barre

François-Jean Lefebvre de La Barre, genoemd Chevalier de La Barre naar zijn vaders eretitel (kasteel van Férolles-en-Brie, thans Férolles-Attilly, 12 september 1746 - Abbeville, 1 juli 1766) was een Frans atheïst. Hij werd veroordeeld voor blasfemie, gemarteld en onthoofd en zijn lijk werd samen met een exemplaar van de Dictionnaire Philosophique van Voltaire op de brandstapel verbrand. 1 juli is sindsdien een (niet overal officieel erkende) "Dag van het Atheïsme".

## Voorgeschiedenis
Toen François ongeveer 16 jaar oud was vertrok hij samen met zijn broer Jean-Baptiste naar Abbeville bij hun tante Anne Marguerite Feydeau, abdis van de cisterciënzerabdij van het nabijgelegen Willencourt. Dit gebeurde nadat zijn vader als een geruïneerd man gestorven was. De vader was failliet verklaard nadat hij het van François' grootvader (die luitenant-generaal van het leger was) geërfde enorme bedrag van 40.000 pond aan renten volledig had opgeleefd. Abbeville was een zeer vroom provinciestadje in het landelijke Frankrijk, waar het (antiklerikale) gedrag van de jonge François vlug uitbreiding nam en als zeer aanstootgevend ervaren werd. Uiteindelijk zou het proces en de executie van de Chevalier de La Barre een van de beroemdste zaken worden die door de filosofen van de Verlichting ter harte genomen werden.

## Heiligschennis van het Christusbeeld
De zaak begon met de ontering, ontdekt op 9 augustus 1765, van het kruisbeeld dat zich op de Pont Neuf van Abbeville bevond. Dit beeld was op meerdere plaatsen doorkerfd met een snijdend voorwerp. In het verslag van de deurwaarder van de koning was er sprake van “aan het rechterbeen drie kerven van elk een duim lang en vier lijnen diep” en “twee sneden opzij van de maag”. In het stadje was de ontreddering groot want in de overtuiging van de mensen was het niet een beeld of symbool dat toegetakeld is, maar God zelf. Spoedig fluisterde de gemeenschap over een geheimzinnige bende die kruisbeelden vernietigde, hosties (in de katholieke leer het fysieke lichaam van Christus) op de grond gooide en met messen doorstak. De opschudding was zo groot dat de bisschop van Amiens, Mgr d'Orléans de La Motte, in hoogsteigen persoon en blootsvoets de herstelling van het kruisbeeld leidde. Dit gebeurde in het bijzijn van alle hoogwaardigheidsbekleders uit de streek.
Uiteindelijk zou blijken dat de kerven veroorzaakt werden door een voorbijrijdende met hout geladen kar. Maar het kwaad was geschied.

## Ideale schuldige
Bij gebrek aan bewijzen ging men over tot ondervragingen waarbij niemand ontzien werd. De pastoors riepen in de zondagsmis op tot verklikking. Het grootscheepse onderzoek werd geleid door Duval de Soicour, luitenant bij de politie van Abbeville. Die beet zich met enorme vastberadenheid in het onderzoek vast, en schuwde hierbij valse getuigenissen en valse beschuldigingen niet. Hierin werd hij resoluut bijgestaan door de luitenant bij de tribunal d'élection, Belleval. Sinds zijn liefdesavances aan de tante abdis van het klooster van Willencourt afgewezen werden, had die een persoonlijk appeltje te schillen met de Chevalier de La Barre. De Chevalier had Belleval om diens aanzoeken immers publiek en hooghartig bespot. De burgerij herinnerde zich trouwens dat Chevalier de la Barre en zijn vrienden in juli 1765 ostentatief geweigerd hadden de hoed af te nemen en te knielen toen een processie voorbijkwam.
Geïntimideerd wezen de ondervraagden naar de Chevalier de La Barre en twee medeplichtigen: Gaillard d'Etallonde (die de zoon was van de voorzitter van het tribunal d'élection) en Moisnel. Dit drietal had immers publiekelijk twee libertijnse antireligieuze liederen gezongen (in één ervan werd de heilige Maria Magdalena een hoer genoemd).
Er volgde een huiszoeking bij Chevalier de La Barre en naast “erotische boeken” werden er nog drei verboden boeken gevonden, waaronder de Dictionnaire Philosophique van de verlichtingsfilosoof Voltaire. De affaire met het kruisbeeld verdween wat op de achtergrond – de La Barre had trouwens een alibi. De haat tegen de ongrijpbare Voltaire richtte zich nu tegen de La Barre.
De bisschop van Amiens (Abbeville viel onder zijn bevoegdheid) en traditionalistische gelovigen grepen de zaak aan om een voorbeeld te stellen. Indirect speelde de schaduw die de naderende Franse Revolutie (1789) vooruitwerpt hierbij een rol. De liberale burgerij was zich al lang aan het roeren om meer macht, de verlichtingsfilosofen lieten van zich horen, het instituut Kerk werd meer en meer ter discussie gesteld.

## Proces
Chevalier de La Barre dacht dat het onder andere door zijn familierelaties en zijn stand allemaal zo een vaart niet zal lopen en bereidde zijn verdediging niet echt voor, te meer omdat hij dacht louter op de kruisbeeldzaak (waarvoor hij een alibi had) beoordeeld te worden. Hij dacht er niet aan te vluchten. Ondanks een opmerkelijk pleidooi van de journalist en advocaat Linguet en de verdediging van de Chevalier in het Parlement te Parijs door de vriendenkring rond de abdis van het klooster van Willencourt, werd de aanvankelijke veroordeling tot de galeien omgezet in de doodstraf. De Franse koning Lodewijk XV werd om een tussenkomst gevraagd. Die had er alle belang bij de Kerk te vriend te houden. Hij weigerde gratie, officieel meldde hij weinig overtuigd te zijn van de argumenten van de verdediging. Zelfs de bisschop van Amiens, die besefte dat een doodstraf als een boemerang kon terugkomen, pleitte tevergeefs voor een zachtere straf.
De Chevalier de La Barre werd op 28 februari 1766 veroordeeld tot de kleine en grote foltering teneinde zijn medeplichtigen kenbaar te maken. Daarenboven zal hem de rechterhand worden afgehakt, en zijn tong afgesneden als hij ze zelf voldoende ver uitsteekt. Indien zijn medewerking te wensen overlaat dient de beul de tong tot aan de wortel met een ijzeren tang uit te rukken. De tong verwijderen heeft twee voordelen: niet alleen wordt het wapen van de misdaad verwijderd zodat hij nooit meer godslasterlijke praat zal verkondigen, maar daarenboven wil men zo veel mogelijk voorkomen dat hij op het schavot nog godslasterlijke (of opstandige) preken zou houden. Daarna dient hij onthoofd en verbrand te worden samen met een exemplaar van het bij hem gevonden verboden boek Dictionnaire Philosophique van Voltaire. Er werden te Abbeville geen bereidwillige beulen gevonden. Uiteindelijk liet men er vijf uit Parijs overkomen. De beul Sanson nam de onthoofding op zich. Op 1 juli 1766 werd de executie uitgevoerd. Een pikant detail dat in de annalen vastgelegd werd, getuigt van de ingesteldheid van Chevalier de la Barre: zijn bewaker heeft koffie gekregen om wakker te blijven. Chevalier vraagt ook koffie om wakker te blijven, “er rest me nog tijd genoeg om te slapen".
De laatste woorden van de Chevalier de la Barre waren typisch voor de 19-jarige jongeman: “Ik had nooit gedacht dat men voor zo iets pietluttigs een eerbiedwaardig man ter dood zou brengen.” Zijn as werd ter hoogte van het befaamde kruisbeeld in de Somme gegooid. Thans staat er op de brug een monument met als inscriptie: "En commémoration du martyre du Chevalier de la Barre, supplicié a Abbeville le 1 juillet 1766, à l'age de 19 ans, pour avoir omis de saluer une procession".
Deze executie deed de bevolking van Abbeville zo gruwen dat het onderzoek naar andere verdachten (met een uitzondering voor Gaillard d'Etallonde) nooit tot een proces leidde. Moisnel, die slechts 15 jaar jong was, bekende enkele goddeloosheden en kwam er met een boete vanaf.
Gaillard d'Etallonde (18 jaar) werd eveneens veroordeeld. Hem moet op dezelfde manier de tong verwijderd worden en voor het hoofdportaal van de kerk de rechterhand worden afgehakt. Daarna moet hij op een vuilniskar naar het Marktplein worden gevoerd en met een ijzeren ketting aan een paal worden vastgeketend en hierna op een klein vuur levend verbrand worden. Gaillard was echter realistischer (en had in tegenstelling tot Chevalier wel het geld). Hij vluchtte eerst naar Holland, en kreeg daar via Voltaire een functie in het Pruisische leger.
In 1775 kwam er een nieuw kruisbeeld op de Pont Neuf van Abbeville. Voor die gelegenheid richt men een nieuwe brandstapel op, deze keer met de boeken van Voltaire en J.J. Rousseau.

## Voltaire en de Verlichting
Voltaire deed zijn uiterste best, eerst om de La Barre vrij te krijgen en daarna om hem te rehabiliteren. Voltaire zou dit zelf nooit meemaken (hij stierf in 1778). Het bleef wachten tot na de Franse Revolutie: de Conventie verleende eerherstel aan Chevalier de la Barre op 25 brumaire van het jaar II (15 november 1793). Intussen had de revolutie de begrippen "goddeloosheid" en "ketterij" in 1791 uit het strafrecht gehaald.
In 1774 verschenen van Voltaire twee traktaten. "Relation de la mort du Chevalier de La Barre à Monsieur le Marquis de Beccaria" en “Le Cri d'un sang innocent”. Voltaire werd vervolgd wegens die boeken, maar zat intussen ongenaakbaar in Zwitserland. Via Diderot werd hij op de hoogte gehouden.
De geschiedenis van de Chevalier heeft ook stof tot theater geleverd:
- Fabre d'Eglantine zijn Augusta (gespeeld in oktober 1787)
- Marsollier speelde in het Théâtre des Italiens in juli 1791 het eenakter Chevalier de la Barre.

In veel Franse steden en gemeenten is er een straat, plein of beeld dat naar de Chevalier verwijst.

## Monument te Parijs Montmartre
De bewoners van de Parijse wijk Montmartre hadden tot het laatst energiek deelgenomen aan de Commune van Parijs van 1871. De Parijse burgerij vond dat de opstandelingen gestraft moesten worden. Niet alleen met gevangenis, de galeien of verbanning. Ze moesten ook vernederd worden, dagelijks aan hun nederlaag herinnerd worden. Men deed dit door midden hun wijk, op het hoogste punt van Parijs een basiliek te bouwen om "het Frankrijk te redden dat het verdiend had door God gestraft te worden wegens het aanmoedigen van de revolutionaire geest in de wereld", de Sacré-Coeur.
In 1897 vroeg een comité van vrijdenkers aan de Parijse gemeenteraad een standbeeld ter ere van Chevalier de la Barre op te mogen richten op een publiek plantsoen, vlak voor de basiliek. Met succes: op 3 september 1905 werd het beeld, ontworpen door Armand Bloch, door een menigte van 25.000 vrijdenkers "ingewijd". Op 4, 5 en 6 september werd te Parijs het Internationaal Congres van de Vrijdenkers gehouden. Een delegatie van de vrijmetselaarsloge "Grand Orient de France" was aanwezig. Ze werden op het stadhuis van Parijs ontvangen, meerdere gemeenteraadsleden waren trouwens lid van het comité.
In 1926 werd de plek heringericht en hierdoor verhuisde het beeld naar de zijkant van de basiliek, naar het square Nadar. Het is hierdoor niet langer een doorn in het oog van de bedevaarders die de lange trappenrij naar de basiliek opgaan.
Op 11 oktober 1941 besliste de met de Duitsers samenwerkende Vichy-regering om alle metalen standbeelden om te smelten. Uitzondering werd gemaakt voor beelden van heiligen, koningen en koninginnen. Die vrijstelling gold niet voor de beelden van humanisten, slachtoffers van de kerk of niet-religieuze filosofen, zoals Chevalier de la Barre, Etienne Dolet, Voltaire, Rousseau, Condorcet, Victor Hugo, Diderot, Marat, Gambetta, Fourrier, Lavoisier, Brocat en Maria Deraismes. Maar de stenen sokkel met het opschrift "Chevalier de la Barre supplicié à l'âge de 19 ans pour n'avoir pas salué une procession" bleef op de plaats. Op 24 februari 2001 kwam er een nieuw beeld. Vlak achter de basiliek is er trouwens een rue du Chevalier de la Barre, tussen de rue Ramey en de rue du Mont-Cenis.